# The Patriot (1928)
The Patriot is een Amerikaanse dramafilm uit 1928 onder regie van Ernst Lubitsch. Delen van de film zijn verloren gegaan. Destijds werd de film in Nederland uitgebracht onder de titel De patriot.

## Verhaal
Behalve graaf von der Pahlen vertrouwt de krankzinnige Russische tsaar Paul I niemand. De graaf kan de armoede bij het Russische volk echter niet meer aanzien. Hij beraamt daarom een complot tegen de tsaar.

## Rolverdeling
| Acteur         | Personage            |
| -------------- | -------------------- |
| Emil Jannings  | Tsaar Paul I         |
| Florence Vidor | Gravin Ostermann     |
| Lewis Stone    | Graaf von der Pahlen |
| Vera Voronina  | Juffrouw Lapoukhine  |
| Neil Hamilton  | Kroonprins Alexander |
| Harry Cording  | Stefan               |